# 칼 라인델
칼 라인델(Carl Reindel, 1935년 1월 20일 ~ 2009년 9월 4일)은 미국의 배우이다.
필라델피아에서 태어났다.

## 출연 작품

### 영화
- 안드로메다의 위기 (1971년)
- 도라 도라 도라 (1970년)
- 집시 나방 (1969년)
- 스피드웨이 (1968년)
- 블리트 (1968년)
- 폴로우 미, 보이즈! (1966년)

### 텔레비전
- 보난자 (1961-70)
- 딜론 보안관 (1962-65)
- 페리 메이슨 (1964-66)
- FBI (1966-68)
- 아이언사이드 (1968-70)
- 닥터 게논 (1969-70)